# Stegosaurides excavatus
Stegosaurides excavatus es la única especie conocida del género dudoso extinto  Stegosaurides  (gr. “lagarto con forma de tejado”) de dinosaurio tireóforo posiblemente anquilosauriano o estegosauriano, que vivió a finales del período Cretácico, hace aproximadamente 70 millones de años, en el Maastrichtiense. Los fósiles se encontraron en la Formación Xinminbao cerca Heishan en Provincia de Gansu, China. Los restos son muy pobres, algunos elementos vertebrales y una espina dermal. La especie tipo es Stegosaurides excavatus, formalmente descrita por Birger Bohlin en 1953, considerada dudosa, por los pocos elementos asignados a él. En 1930, Anders Birger Bohlin durante la expedición sueco-china de Sven Hedin excavó fósiles en Hui-Hui-Pu, entre las cadenas montañosas de Heishan en Ku'an-t'ai-shan, cerca de Xinminba , en el oeste de Gansu. Estos incluían dos vértebras de unos once centímetros de largo y una base de columna dérmica. La especie tipo es Stegosaurides excavatus, descrita formalmente por Bohlin en 1953. El nombre genérico combina Stegosaurus con el griego ~eides, "con forma", en referencia a la presunta similitud con las vértebras de Stegosaurus. El nombre específico significa "hueco" en latín y se refiere a dos grandes depresiones, una a cada lado de la base de la columna. Actualmente se considera un nomen dubium ya que el material es muy limitado.
Bohlin colocó Stegosaurides en Stegosauria. Sin embargo, autores posteriores a menudo supusieron que representaba a un miembro de la Ankylosauria, en una posición indeterminada. Los fósiles se asemejan a las vértebras de ambos grupos por tener diapófisis fuertemente elevadas, pero son más parecidos a los anquilosaurios porque el arco neural es moderadamente alto. La incertidumbre sobre la edad precisa del Grupo Xinminbao se suma a la dificultad de determinar las afinidades. Por lo general, se da como Cretácico Inferior cuando tanto estegosaurianos como anquilosaurianos estaban presentes, pero a veces como Cretácico Superior cuando los estegosaurios probablemente se extinguieron.